# Wiśniów (Kuźnica)
Wiśniów – część wsi Kuźnica w Polsce, położona w województwie łódzkim, w powiecie pajęczańskim, w gminie Sulmierzyce.
W latach 1975–1998 Wiśniów administracyjnie należał do województwa piotrkowskiego.